# HMS Triumph (1903)
L'HMS Triumph, originariamente chiamata Libertad, fu la seconda delle due corazzate pre-dreadnought classe Swiftsure della Royal Navy britannica. La nave fu ordinata dalla marina cilena, ma fu poi acquistata dal Regno Unito come parte della fine della corsa agli armamenti tra Argentina e Cile. La Triumph fu inizialmente assegnata alla Home Fleet e alla Channel Fleet, prima di essere trasferita alla Mediterranean Fleet nel 1909. La nave si riunì brevemente con la Home Fleet nel 1912, prima di essere nuovamente trasferita all'estero, nel 1913, nelle basi inglesi in Cina. La Triumph partecipò nei primi stadi della prima guerra mondiale alla caccia alla squadra tedesca dell'Asia orientale, comandata da Maximilian von Spee, e alla campagna contro la colonia tedesca di Tsingtao, in Cina. La nave fu trasferita nel Mediterraneo all'inizio del 1915 per partecipare alla campagna di Gallipoli contro l'Impero ottomano. Fu silurata dal sommergibile tedesco U-21 davanti a Kabatepe il 25 maggio 1915.

## Progetto e descrizione
La Triumph fu ordinata dal Cile, col nome Libertad, insieme alla gemella Constitución, in risposta all'acquisto argentino di 4 incrociatori corazzati dall'Italia, all'interno del clima di sfida crescente con l'Argentina. Alla fine della crisi, problemi finanziari obbligarono il Cile a vendere l'unità e la sua gemella all'inizio del 1903. La paura che la Russia potesse comprare le navi spinse il Regno Unito a comprarle. Le navi, ancora incomplete, furono acquistate il 3 dicembre 1903 per 2 432 000 £ attraverso la banca Antony Gibbs & Sons. La nave era stata progettata secondo le specifiche cilene, in particolare il dover entrare nel bacino di carenaggio di Talcahuano, e fu sempre considerata dai britannici una corazzata di seconda categoria.

### Caratteristiche generali

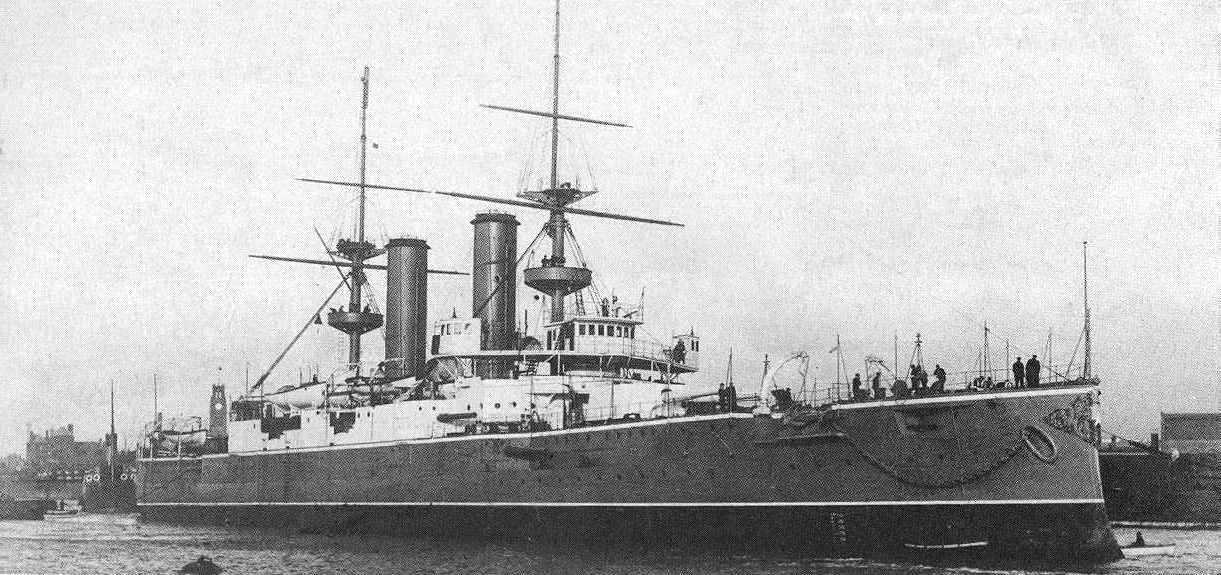
HMS Triumph al completamento nel 1904

La Triumph aveva una lunghezza fuori tutto di 144,9 m, una larghezza al baglio massimo di 21,7 m e un'immersione di 8,7 m a pieno carico. Dislocava 12 370 t con carico standard e 14 060 t a pieno carico. In quest'ultima configurazione aveva un'altezza metacentricadi 1,22 m. Nel 1906 l'equipaggio a bordo era composto da 729 uomini tra ufficiali e marinai.

### Propulsione
La nave era propulsa da due motori a vapore a quattro cilindri invertiti a tripla espansione verticale, ognuno con il proprio asse dell'elica. Una dozzina di caldaie Yarrow a tubi d'acqua producevano il vapore necessario per il funzionamento dei motori, producendo un totale di 9 300 kW, che permettevano alla nave di raggiungere la velocità di progetto di 19,5 nodi. I motori si dimostrarono più potenti del previsto e la Triumph superò i 20 nodi durante le prove in mare. Il carico massimo di carbone era di 2 081 t, abbastanza per navigare per 6210 miglia nautiche a 10 nodi. Durante il servizio la nave e la sua gemella si rivelarono molto più economiche da operare di quanto preventivato, con un'autonomia stimata di 12 000 miglia nautiche a 10 nodi.

### Armamento
La nave era armata con quattro cannoni 254/45 Mk VI in due torrette binate, a prua e a poppa delle sovrastrutture. I cannoni sparavano proiettili da 227 kg con una velocità alla volata di 810 m/s. Questo permetteva una gittata massima di 13 500 m all'elevazione massima di 13,5°. Il ciclo di fuoco del cannone durava 15 secondi. Ogni cannone aveva 90 proiettili a bordo.
L'armamento secondario della Triumph consisteva in 14 cannoni 191/50 Mk III. Dieci cannoni erano montati in una batteria centrale sul ponte principale. Gli altri quattro erano montati sul ponte di coperta in casematte laterali ai due alberi. Uno dei maggiori problemi dei cannoni in batteria era che erano troppo bassi sul pelo dell'acqua, solo 3 m sopra al pelo dell'acqua a pieno carico, ed erano quindi inutilizzabili ad alte velocità o con mare mosso, dato che le volate toccavano l'acqua con un rollio maggiore di 14°. I cannoni sparavano un proiettile da 91 kg alla velocità di volata di 848 m/s, con un tasso di fuoco di 4 colpi al minuto. All'elevazione massima di 15° avevano una gittata massima di 13 000 m. La nave trasportava 150 colpi per cannone.
La difesa dalle torpediniere era assicurata da 14 cannoni a fuoco rapido da 14 libbre Mk I. I cannoni furono modificati per usare un proiettile standard da 12,5 libbre (5,7 kg) utilizzato nei cannoni a tiro rapido da 12 libbre 18 cwt in servizio nella Royal Navy. Sparavano proiettili calibro 76 mm del peso, appunto, di 12,5 libbre alla velocità di volata di 777 m/s. La gittata massima e la velocità di fuoco sono sconosciute. Sulla nave erano trasportati 200 proiettili per cannone.
La nave montava anche quattro cannoni Hotchkiss a fuoco rapido da 57 mm sulle coffe di combattimento, anche se furono poi rimossi tra il 1906 e il 1908.
La nave era armata con un paio di tubi lanciasiluri sommersi da 450 mm, uno su ogni lato. Aveva a disposizione nove siluri.

### Corazzatura
Lo schema di corazzatura delle Swiftsure era comparabile a quello della classe Duncan. La cintura al galleggiamento era composta di corazzatura cementata Krupp spessa 178 mm. Era alta 2,4 m, di cui 1,6 m sotto al galleggiamento a carico standard. A prua e a poppavia delle paratie oblique da 51–152 mm che connettevano la cintura corazzata alle barbette, la cintura continuava, ma con spessore ridotto. Era spessa 152 mm all'altezza delle barbette e si assottigliava a 51 mm a prora e poppavia di esse. Continuava fino a prua, dove supportava il rostro a sperone. A poppa continuava fino al compartimento del meccanismo del timone e terminava in una paratia trasversale da 76 mm. Il corso di fasciame superiore da 178 mm ricopriva l'intera nave dal retro delle barbette fino al ponte di coperta. Le casematte sul ponte di coperta erano anche protette da piastre da 178 mm sui lati e sul davanti, ma la corazzatura sul retro era di soli 76 mm. I cannoni da 191 mm nella batteria erano separati da schermi spessi 25 mm con piastre da 127 mm a protezione del condotto di aspirazione del fumaiolo. Una paratia longitudinale da 25 mm divideva la batteria sull'asse di simmetria della nave.
Le facce delle torrette erano spesse 229 mm e i lati e retro erano da 203 mm. Il tetto delle torrette era spesso 51 mm e i tambucci d'avvistamento che proteggevano gli artiglieri erano spessi 38 mm. Sopra il ponte principale le barbette erano da 254 mm sul davanti e 203 mm sul retro. Sotto questo livello s'assottigliavano fino a 76 e 51 mm rispettivamente. Il torrione di comando era protetto da una corazzatura di 279 mm verso prua e 203 mm sul retro. la corazzatura del ponte dentro alla cittadella centrale variava tra il 25 e i 38 mm. Fuori dalla cittadella il ponte inferiore era spesso 76 mm e s'inclinava per raggiungere la cintura corazzata.

## Costruzione e servizio
L'HMS Triumph fu ordinata dal Cile col nome di Libertad e impostata nel cantiere Vickers, Sons & Maxim di Barrow-in-Furness il 26 febbraio 1902. Fu varata il 15 gennaio 1903 e completata nel giugno 1904 ed entrò in servizio presso l'arsenale di Chatham il 21 giugno 1904 per servire nella Home Fleet. Il 17 settembre 1904 la nave fu colpita dalla SS Siren davanti a Pembroke Dock e fu solo lievemente danneggiata. A causa di una riorganizzazione della flotta, nel gennaio 1905 la Home Fleet divenne la Channel Fleet. La nave ebbe una collisione con la gemella Swiftsure il 3 giugno 1905 e soffri danni alla prua. La Triumph ricevette un veloce raddobbo all'arsenale di Chatham nell'ottobre 1908 e il 26 aprile 1909 fu trasferita alla Mediterranean Fleet. La nave ritornò alla Home Fleet nel maggio 1912 e il 28 agosto 1913 fu nuovamente trasferita all'estero, per servire nelle basi britanniche in Cina. Fu posta in riserva ad Hong Kong fino a quando non fu mobilitata nell'agosto 1914, all'inizio della prima guerra mondiale.

### Prima guerra mondiale
La Triumph entrò nuovamente in servizio utilizzando gli equipaggi di cannoniere fluviali smobilitate, con l'aggiunta di due ufficiali, 100 uomini e sei segnalatori del reggimento di fanteria leggera del Duca di Cornovaglia. La nave fu pronta per prendere il mare il 6 agosto 1914. La Triumph prese parte alle operazioni davanti alla colonia tedesca di Tsingtao, all'inizio dell'agosto 1914, con l'intenzione di bloccare il porto tedesco. La Triumph, insieme all'incrociatore francese Dupleix, la mattina del 21 agosto catturò la nave mercantile tedesca Senegambia, piena di carbone e bestiame. Il Dupleix cacciò e catturò una seconda nave mercantile, la C. Ferd Laeiz. La sera del 21 agosto la Triumph catturò la nave mercantile tedesca Frisia, che portava sempre carbone e bestiame. Il 23 agosto fu unita alla seconda flotta della marina imperiale giapponese, e, dopo aver sbarcato i volontari dell'esercito a Weihai, partecipò alla campagna contro Tsingtao. In settembre la Triumph, insieme al cacciatorpediniere Usk, scortò un convoglio di truppe britanniche destinate alle operazioni contro Tsingtao. La Triumph prese parte in diversi bombardamenti delle fortificazioni tedesche, fino alla conquista della colonia da parte dei giapponesi. La nave fu colpita da un proietto tedesco durante il bombardamento del 14 ottobre, che danneggiò un albero e uccise un marinaio, ferendone altri due. Con Tsingtao in mani giapponesi, la Triumph ritornò ad Hong Kong per un raddobbo il 19 novembre 1914.

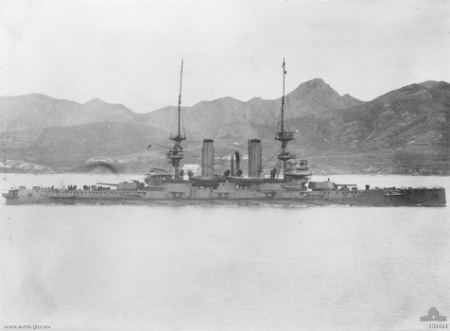
Vista di dritta della HMS Triumph, durante la campagna dei Dardanelli nel 1915.

Al completamento del raddobbo, nel gennaio 1915, la Triumph fu trasferita nei Dardanelli per servire nella campagna di Gallipoli. Lasciò Hong Kong il 12 gennaio e si fermò a Suez dal 7 al 12 febbraio, prima di spostarsi per unirsi alla squadra dei Dardanelli. La Triumph prese parte il 18 e 19 febbraio al primo attacco ai forti esterni dello stretto e il 25 febbraio si unì alle corazzate Albion e Cornwallis nel silenziare il forte di Seddülbahir utilizzando la batteria secondaria da 191 mm. L'Albion, la Majestic  e la Triumph furono le prime navi da battaglia alleate ad entrare negli stretti turchi, quando il 26 febbraio attaccarono i forti interni per la prima volta. Prese parte all'attacco a Forte Dardanos il 2 marzo 1915. Con la Swiftsure fu distaccata dalla squadra il 5 marzo per svolgere azioni contro i forti di Smirne, ritornando nei Dardanelli il 9 marzo.
La Triumph partecipò all'attacco principale ai forti dello stretto del 18 marzo e il 15 aprile bombardò le trincee ottomane di Achi Baba. Il 18 aprile una delle sue lance, insieme ad una della Majestic, silurarono il sommergibile britannico E15, che si era incagliato vicino a Forte Dardanos ed era in pericolo di essere catturato dalle forze ottomane. La Triumph supportò lo sbarco principale delle forze ANZAC a Kabatepe il 25 aprile e continuò a supportarle per tutto maggio. Il 25 maggio la nave si stava allontanando dalla posizione, bombardando le posizioni ottomane, con le reti anti-siluro fuori e quasi tutti i portelli dei compartimenti stagni chiusi, quando fu avvistato un periscopio a circa 300 m a dritta a ore 12:30. Apparteneva all'U-boot U-21, al comando del tenente di vascello Otto Hersing. La Triumph aprì il fuoco sul periscopio, ma quasi subito fu colpita da un siluro, che aveva facilmente oltrepassato le reti anti-siluro a dritta. Seguì una tremenda esplosione e la Triumph sbandò di 10° a dritta. Tenne quell'inclinazione per circa 5 minuti, poi aumento a 30°. Il cacciatorpediniere Chelmer raccolse la maggior parte dell'equipaggio, prima che la nave si capovolgesse dieci minuti dopo. Rimase a galla, capovolta, per circa 30 minuti e poi iniziò ad inabissarsi lentamente in circa 55 m d'acqua. Tre ufficiali e 75 uomini persero la vita nell'affondamento.